# Cry Freetown
Pour plus de détails, voir Fiche technique et Distribution.
Cry Freetown est un documentaire de 2000 réalisé par Sorious Samura (en). Il relate le sort des victimes de la guerre civile en Sierra Leone et dépeint la période la plus brutale, lorsque les rebelles du Front révolutionnaire uni (RUF) ont pris d’assaut la capitale Freetown (en janvier 1999). Le film documente également les exécutions sommaires de suspects par l’armée nigériane. Elle est diffusée sur CNN International le 3 février 2000. Le film est produit avec l'aide de CNN Productions, du programme d'information néerlandais 2Vandaag et d'Insight News Television. Les récompenses pour le film comprennent l'Emmy Award, le BAFTA Award, le Peabody Award et le prix d'argent 2001 aux Prix Alfred I. duPont-Université Columbia (en) de la Columbia University Graduate School of Journalism.

## Commentaires
Certaines des personnes interviewées par Sorious Samura (en) dans Cry Freetown (c'est-à-dire le père Giuseppe Berton (en) et quelques bébés soldats) sont les mêmes interviewées, en 2012, dix ans plus tard, dans le documentaire Life does not lose its value (en) (titre original, langue italienne, La vita non perde valore), de Wilma Massucco dont le thème principal du documentaire est la réintégration, dirigée par le Père Giuseppe Berton, d'anciens enfants soldats, dix ans après la guerre civile en Sierra Leone, survenue entre 1991 et 2002.